# Tscherno More Warna
Der Professionalen fudbolen klub Tscherno More (bulgarisch Професионален футболен клуб Черно море), kurz PFK Tscherno More (bulgarisch ПФК Черно море) ist ein Fußballverein in Warna (Bulgarien).

## Gründungsphase und historischer Hintergrund
Er wurde am 3. März 1913 als „Galata“ gegründet und ist der erste offizielle bulgarische Vereine. Als sich die Meisterschaftsrunde unter dem Namen „Sofioter Liga“ formierte und 1923 der bulgarische Fußballverband entstanden war, stand der Verein zunächst im Schatten des Lokalrivalen „Wladislaw Warna“, der sich die ersten beiden offiziellen Meisterschaften der Jahre 1924 und 1925 sicherte.
Um 1930 feierte „Schiptschenski Sokol Warna“, ein weiterer Verein aus der Stadt, Erfolge in der Meisterschaft, die ihren Höhepunkt in der Meisterschaft des Jahres 1932 hatten. Nachdem Wladislaw 1936 erneut die Meisterschaft gewinnen konnte, steigerte sich Titscha und erreichte in den anschließenden beiden Jahren jeweils das Finale der Meisterschaft, die zu dieser Zeit im Play-off-Modus ausgespielt wurde.
Als die Meisterschaft in einem Ligasystem bestritten wurde, gewann Titscha 1938 seine erste Meisterschaft. In den Jahren des Zweiten Weltkriegs konnte der Verein den Erfolg nicht wiederholen und präsentierte sich mit nur mittelmäßigem Erfolg.

## Neubeginn nach dem Zweiten Weltkrieg
Das Jahr 1945, in dem der Verein „Galata“ mit dem dreifachen Meister und Lokalrivalen „Wladislaw Warna“ fusioniert wurde, wird häufig als wahre Geburtsstunde betrachtet. In die Anfangszeit des so geschaffenen Vereins fallen zahlreiche Namensänderungen in TW-45 Warna (1945), Botew Warna (1948), Botew Stalin (1949), WUS Stalin (1950), WUS Warna,  SKNA Warna (jeweils 1956) und erneut WUS Warna (1959) mit jedoch nur mäßigem Erfolg, da der Verein nicht in der höchsten Spielklasse zu finden war.
Die erfolgreichsten Vereine der Stadt waren nach Kriegsende neben dem Rivalen Spartak Warna die 1952 in der höchsten bulgarischen Spielklasse erscheinenden „Akademik Warna“ und der spätere Namenspatron „SD Tscherno More Warna“. Bevor sich WUS Warna mit diesen Mannschaften 1969 zu „SAFD Tscherno More Warna“ zusammenschloss, erreichte Tscherno More Warna im Jahr 1953 den dritten Platz in der Meisterschaft und spielte zumeist im Mittelfeld der Liga, wohingegen Akademik in drei Erstligaspielzeiten nur in einem Fall den Klassenerhalt sichern konnte.

## Moderne Entwicklungen seit den 1970er-Jahren
Nach dem endgültigen Zusammenschluss unter dem Namen Tscherno More etablierte sich der Verein ab der Saison 1969/70 zunächst im Mittelfeld der Liga bis im Jahr 1976 der Klassenerhalt knapp verfehlt wurde und somit der Abstieg folgte. Nach nur einer Spielzeit kehrte der Verein zurück und konnte sich um 1980 im oberen Mittelfeld festsetzen bis wieder eine Talfahrt folgte. Konnte 1984 die Klasse nach Relegationsspielen gegen Belasiza Petritsch noch gesichert werden, so war zwei Jahre später der erneute Gang in die zweite Liga unumgänglich.
Der Wiederaufstieg gelang erst im zweiten Versuch und ihm folgte der direkte und somit dritte Abstieg 1990. Die Tragik des direkten Abstiegs nach zuvorgegangenem Aufstieg ereilte den Verein erneut 1994, wobei sich ein Jahr zuvor (also 1993) der Verein in „FK Tscherno More Warna“ umbenannte.
Erst im Jahr 2000 kehrte der Klub in die höchste Spielklasse zurück und seit der Saison 2002/03 stabilisierte sich Tscherno More in der oberen Hälfte. In der Saison 2008/09 erreichte der Klub die erste Runde des UEFA-Pokals. Der Klub traf dort auf den deutschen Bundesligaklub VfB Stuttgart. Das Hinspiel, das im Nationalstadion Wassil Lewski in Sofia ausgetragen wurde, verlor Warna nach 1:0-Führung mit 1:2. Im Rückspiel, in Stuttgart, führte die Mannschaft gegen den Favoriten bereits bis zur 82. Minute mit 2:0, womit die Gäste aus Bulgarien den Einzug in die Gruppenphase geschafft hätten. Das Spiel ging 2:2 aus und die Bulgaren verpassten die Sensation.

## Sonstiges
- Bis zur Saison 2005/06 konnte der Verein sich noch nie für einen europäischen Wettbewerb außerhalb des UI-Cups qualifizieren.

## Sportliche Erfolge
- Bulgarischer Meister (1): 1938 (als Wladislaw Warna (3): 1925, 1926, 1934[3]
- Bulgarischer Pokalsieger (1): 2015
- Bulgarischer Supercupsieger (1): 2015
- UEFA-Cup-Teilnahme (3): 2008/09, 2009/10, 2015/16

## Europapokalbilanz
| Saison  | Wettbewerb             | Runde                  | Gegner                 | Gesamt | Hin     | Rück    |
| ------- | ---------------------- | ---------------------- | ---------------------- | ------ | ------- | ------- |
| 2008/09 | UEFA-Pokal             | 1. Qualifikationsrunde | UE Sant Julià          | 9:0    | 4:0 (H) | 5:0 (A) |
| 2008/09 | UEFA-Pokal             | 2. Qualifikationsrunde | Maccabi Netanja        | 3:1    | 1:1 (A) | 2:0 (H) |
| 2008/09 | UEFA-Pokal             | 1. Runde               | VfB Stuttgart          | 3:4    | 1:2 (H) | 2:2 (A) |
| 2009/10 | UEFA Europa League     | 2. Qualifikationsrunde | FC Iskra-Stali Rîbnița | 4:0    | 1:0 (H) | 3:0 (A) |
| 2009/10 | UEFA Europa League     | 3. Qualifikationsrunde | PSV Eindhoven          | 0:2    | 0:1 (A) | 0:1 (H) |
| 2015/16 | UEFA Europa League     | 2. Qualifikationsrunde | FK Dinamo Minsk        | 1:5    | 1:1 (H) | 0:4 (A) |
| 2024/25 | UEFA Conference League | 2. Qualifikationsrunde | Hapoel Be’er Scheva    | 1:2    | 0:0 (A) | 1:2 (H) |
| 2025/26 | UEFA Conference League | 2. Qualifikationsrunde | Istanbul Başakşehir    | 0:5    | 0:1 (H) | 0:4 (A) |

Gesamtbilanz: 16 Spiele, 5 Siege, 4 Unentschieden, 7 Niederlagen, 21:19 Tore (Tordifferenz +2)